# آلدو اسکاواردا
آلدو اسکاواردا (ایتالیایی: Aldo Scavarda؛ زادهٔ ۲۲ اوت ۱۹۲۳) فیلم‌بردار اهل ایتالیا است.
از فیلم‌های او می‌توان به قاتل پشت خط است، قاتل ۷۷؛ مرده یا زنده، سپاسگزارم، خاله و دو رقیب اشاره کرد.